# 79149 Kajigamori
79149 Kajigamori este un asteroid din centura principală de asteroizi.

## Descriere
79149 Kajigamori este un asteroid din centura principală de asteroizi. A fost descoperit pe 27 octombrie 1992 la Geisei de Tsutomu Seki. Asteroidul prezintă o orbită caracterizată de o semiaxă mare de 2,28 ua, o excentricitate de 0,23 și o înclinație de 1,6° în raport cu ecliptica.